# ParisTech
Das ParisTech (Institut des sciences et technologies de Paris („Pariser Institut für Wissenschaften und Technologie“)) ist ein Netzwerk mehrerer Grandes écoles. Alle Mitglieder von ParisTech sind gleichzeitig Mitglieder der Conférence des grandes écoles. Von 2006 bis Ende 2013 war ParisTech Mitglied der IDEA League.

## Mitglieder
- École nationale des ponts et chaussées
- École nationale supérieure d’arts et métiers (Arts et Métiers)
- École nationale supérieure de chimie de Paris (Chimie ParisTech – PSL)
- École nationale supérieure des mines de Paris (Mines Paris – PSL)
- École supérieure de physique et de chimie industrielles de la ville de Paris (ESPCI Paris – PSL)
- Institut des sciences et industries du vivant et de l’environnement (AgroParisTech)
- Institut d’Optique Graduate School